# Anh Thơ (ca sĩ)
Lê Thị Thơ (sinh ngày 14 tháng 4 năm 1976), thường được biết đến với nghệ danh Anh Thơ, là một nữ ca sĩ người Việt Nam. Anh Thơ và Lan Anh là một trong những giọng ca hàng đầu Việt Nam hiện nay đối với những ca khúc thuộc dòng nhạc đỏ. Hiện cô đã có bằng tiến sĩ, là giảng viên thanh nhạc Học viện Âm nhạc Quốc gia Việt Nam.

## Tiểu sử
Anh Thơ (cùng tuổi với ca sĩ Lan Anh, Trọng Tấn), quê ở thôn Dục Tú, xã Quảng Tân, huyện Quảng Xương, tỉnh Thanh Hóa. Trước khi trở thành ca sĩ, cô là sinh viên Nhạc viện Hà Nội. Trong thời gian này Anh Thơ đã liên tiếp giành được nhiều giải thưởng cao trong các cuộc thi ca hát chuyên nghiệp: Giải nhất Tiếng hát truyền hình Hà Nội 1998, Giải 3 Liên hoan tiếng hát truyền hình toàn quốc 1999, Giải nhì nhạc thính phòng toàn quốc 2000, Giải nhất giọng ca Sóng phát thanh Đài Tiếng nói Việt Nam 2001.
Anh Thơ là một trong những ca sĩ nổi tiếng thuộc dòng nhạc đỏ, thường xuất hiện trên nhiều chương trình ca nhạc chính thống ở Hà Nội. Cô phát hành album đầu tay có tựa đề Tình em vào tháng 8 năm 2005. Thời gian này, cô nhiều lần xuất hiện trong chương trình Con đường âm nhạc của VTV3, và thể hiện ca khúc nhạc nhẹ như Thềnh thềnh o ơi của Nguyễn Cường.
Từ năm 2005, cô đã theo học cao học Thạc sĩ và tới 2022 thì bảo vệ thành công luận án Tiến sĩ chuyên ngành âm nhạc học.
Anh Thơ cũng được lưu diễn tại nhiều nước trên thế giới như Nga, Séc, Đức, Ba Lan, Hà Lan, Châu Phi. Hiện nay, Anh Thơ là một trong những ca sĩ nổi tiếng và đắt show trong dòng nhạc dân ca – thính phòng, với giá cát xê khá cao.
Anh Thơ có hai con, hiện đã ly dị.

## Giọng hát
Anh Thơ là ca sĩ có chất giọng soprano (nữ cao). Giọng hát của cô được đánh giá là "trong sáng, tinh tế, tràn ngập cảm xúc và thấm đẫm âm hưởng dân ca", cùng với kỹ thuật thanh nhạc được đánh giá cao trong số những ca sĩ thế hệ sau.
Anh Thơ được giới chuyên môn đánh giá cao bởi tài năng và được so sánh với các ca sĩ gạo cội như: Tân Nhân, Thanh Huyền, Lê Dung... Tên tuổi của ca sĩ Anh Thơ gắn liền với những bài hát: Xa khơi, Khúc hát sông quê, Mẹ yêu con, Người con gái sông La, Hà Nội - Huế - Sài Gòn...

## Sự cố biểu diễn
Đêm 18 tháng 7 năm 2012, trong Chương trình nghệ thuật Chào mừng đoàn kết hữu nghị Việt Nam - Lào diễn ra trong hai ngày 17 và 18 tháng 7 tại thủ đô Viêng Chăn (Lào), Anh Thơ (cùng ca sĩ Trọng Tấn) đã tự ý bỏ về nước. Bộ Văn hóa, Thể thao và Du lịch Việt Nam đã gửi công điện yêu cầu đình chỉ biểu diễn các chương trình nghệ thuật trong nước và nước ngoài với hai người. Tiếp đó, Hội đồng kỷ luật của Học viện Âm nhạc Quốc gia Việt Nam họp vào ngày 30 tháng 7 và ông Lê Văn Toàn - Giám đốc Học viện phê chuẩn kết quả bằng hai quyết định kỷ luật vào ngày hôm sau, ngày 1 tháng 8 năm 2012.
Tháng 5 năm 2023, Anh Thơ rơi vào lùm xùm 'hét cát-sê 86 triệu đồng, đột ngột bỏ show'. Cô đã nhận lỗi về mình vì đã sơ suất nhìn nhầm lịch nên nhận trùng 2 chương trình vào cùng một tối.

## Bài hát tiêu biểu
- Tàu anh qua núi (Phan Lạc Hoa)
- Tình ta biển bạc đồng xanh (Hoàng Sông Hương)
- Khúc hát sông quê (Nguyễn Trọng Tạo)
- Người đi xây hồ Kẻ Gỗ (Nguyễn Văn Tý)
- Nắng ấm quê hương (Vĩnh An)
- Đi tìm câu hát lý thương nhau (Vĩnh An)
- Gửi em ở cuối sông Hồng (Thuận Yến)
- Tình ca Tây Bắc (Bùi Đức Hạnh)
- Giận mà thương (Trần Hoàn)
- Trước ngày hội bắn (Trịnh Quý)
- Về quê
- Trên công trường rộn tiếng ca
- Làng quan họ quê tôi
- Bèo dạt mây trôi
- Em yêu anh như yêu câu ví dặm
- Trường Sơn Đông Trường Sơn Tây
- Rặng trâm bầu
- Ở hai đầu nỗi nhớ
- Tìm em câu hát dân ca
- Người con gái sông La
- Hồ trên núi
- Tình cây và đất
- Đường tàu mùa xuân
- Hành khúc ngày và đêm
- Dòng sông quê anh dòng sông quê em
- Tình ca mùa xuân
- Nỗi lửa lên em
- Gợi nhớ quê hương
- Mùa chim én bay
- Câu đợi câu chờ
- Tình đất
- Tình yêu bên dòng sông quan họ
- Mẹ yêu con
- Ngẫu hứng sông Hồng
- Đường về hai thôn
- Nơi đảo xa
- Lời của gió
- Lòng mẹ
- Anh ở đầu sông em cuối sông
- Sơn nữ ca
- Thơ tình cuối mùa thu
- Nghe câu quan họ trên cao nguyên
- Tình em
- Đất nước lời ru
- Hà Nội - Huế - Sài Gòn
- Tháng tư về
- Khúc tình ca Thanh Hoá
- Vỗ bến lam chiều
- Chiếc khăn Rơi
- Nơi ấy quê mình
- Tháng ba Tây Nguyên
- Chuyến đò quê hương
- Biển hát lời anh ca
- Trở về dòng sông tuổi thơ
- Ninh Bình quê mẹ
- Tàu về quê hương
- Thương về cố đô
- Tùy hứng lý qua cầu
- Đừng ví em là biển
- Đà Nẵng tình người
- Thì thầm với dòng sông
- Mưa xuân
- Hà Tĩnh quê mình
- Lời người ra đi
- Nỗi lòng người đi
- Thiên thai
- Trầu cau quan họ
- Đường bốn mùa xuân
- Xuân chiến khu
- Chào em cô gái Lam Hồng
- Chiếc đàn môi
- Cho dù có đi nơi đâu
- Bài ca người giáo viên nhân dân
- Biển tình
- Con kênh xanh xanh
- Em là hoa pơ lăng
- Câu hò bên bờ Hiền Lương
- Huế xưa
- Người ơi hãy về
- Xa khơi
- Nhớ quê
- Quê hương tôi
- Tìm em trong chiều hội lim
- Lời ru đêm hè
- Địu con đi nhà trẻ
- Mùa xuân làng lúa làng hoa
- Ký ức dòng Lam
- Nghệ Tĩnh mình đây
- Cô gái Pakô
- Cây đàn ghita của Lorca
- Về quê ngoại
- Hương thầm
- Thư tình cuối mùa thu
- Mùa thu không trở lại
- Riêng một góc trời
- Đợi
- Huyền thoại hồ Núi Cốc
- Đêm đông
- Gửi gió cho mây ngàn bay
- Đường xưa lối cũ
- Sầu tím thiệp hồng
- Mai lỡ hai mình xa nhau
- Ai ra xứ Huế
- Chào anh giải phóng quân, chào mùa xuân đại thắng
- Bài ca thống nhất
- Đường cày đảm đang
- Thơ tình lính biển
- Thu Bồn ơi
- Trên biển quê hương
- Hạt mưa mùa xuân
- Nhớ
- Điệu ví dặm là em
- Hơi thở mùa xuân
- Chuyện tình thảo nguyên
- Mai
- Mơ quê
- Suối Mường Hum còn chảy mãi
- Mưa rơi
- Ai khổ vì ai
- Lưu bút ngày xanh
- Làng tôi
- Nồng nàn khúc hát tỉnh thanh
- Hai chị em
- Sao chưa thấy hồi âm
- Nỗi buồn hoa phượng
- Mưa rừng
- Con đường xưa em đi
- Trai anh hùng gái đảm đang
- Trường ca người Việt Nam
- Huyền diệu sông Hàn
- Ấm tình quê bác
- Mất nhau rồi
- Sa Pa nơi gặp gỡ đất trời
- Thương về miền Trung
- Về dưới mái nhà
- Dáng đứng Bến Tre
- Câu quan họ người ơi
- Dòng sông và tiếng hát
- Dòng sông ai đã đặt tên
- Bến đợi
- Bến sông xưa
- Hội làng bên sông Lam
- Tình ca sông Mã
- Tìm em qua câu dân ca

## Các album đã phát hành
- 2002: Gửi em ở cuối sông Hồng (ft. Việt Hoàn)
- 2005: Tình em (Vol.1)
- 2007: Như ta có thể (Vol.2)
- 2007: Một dòng nghiêng soi (Vol.3)
- 2009: Người ơi hãy về (ft. Lê Anh Dũng)
- 2009: Uốn cong giọt nắng (ft. Việt Hoàn)
- 2010: Tình quê (Vol.5)
- 2010: Nỗi nhớ (Vol.6)
- 2010: Tình ta còn mãi (Vol.7)
- 2011: Em yêu anh như yêu câu ví dặm
- 2012: Đất nước những dòng sông (ft.Trọng Tấn)
- 2012: Lối về
- 2012: Romantic
- 2013: Mình nhớ thương nhau (ft. Quang Hào)
- 2013: Suốt đời tình khắc sâu (ft. Hồ Quang 8)
- 2014: Nỗi lòng người đi (Vol.9)
- 2014: Ngày về (Vol.10)
- 2015: Khi con tim yêu (ft. Quang Hào)
- 2018: Tiếng vọng  ngàn xanh (ft. Lê Anh Dũng)
- 2023: Giao lộ thời gian tập 18 (ft. Dương Hoàng Yến)

## Liveshow
- 2013: Ngày 16/10/2013, Đêm nhạc Trọng Tấn - Anh Thơ "Tình ta biển bạc đồng xanh" đã diễn ra tại Cung Văn hóa Hữu nghị Hà Nội.
- 2015: Ngày 9/1/2015, Live Concert Anh Thơ "Tình xa khơi" tại Cung Văn hóa Hữu nghị Hà Nội.
- 2016: Ngày 18/3/2016, Liveshow Anh Thơ "Tình xa khơi 2" tại Cung Văn hóa Hữu nghị Hà Nội.
- 2017: Ngày 20/10/2017, Liveshow Trọng Tấn - Anh Thơ "Tình ta biển bạc đồng xanh 2" tại Trung tâm Hội nghị Quốc gia.

## Giải thưởng
- 1998: Giải nhất Tiếng hát truyền hình Hà Nội
- 1999: Giải ba Liên hoan tiếng hát truyền hình toàn quốc
- 2000: Giải nhì nhạc thính phòng toàn quốc
- 2001: Giải nhất giọng ca Sóng phát thanh Đài Tiếng nói Việt Nam

## Vinh danh
- Con đường âm nhạc (Trọng Tấn - Anh Thơ) do VTV thực hiện vào tháng 9 năm 2011[6]